# ميوزيك ماستر
شركة ميوزك ماستر هي شركة تسجيلات موسيقة وإنتاج فني سعودية 

## نبذة عن الشركة
تأسست في مطلع التسعينات مقرها جدة ولها فرع في العاصمة اللبنانية بيروت ،أنتجت الكثير من الألبومات لعدة فنانين لبنانيين وعرب
عام 2013 استحوذت شركة وتري على كاتالوغ شركة “ميوزك ماستر” التي أقفلت أبوابها وغادرت عالم صناعة الموسيقى، وقامت بإعادة تسويق هذا الكاتالوغ الذي يتضمّن 200 ألبوم لكبار المطربين في العالم العربي في جميع أنحاء العالم وعبر أحدث وسائل التوزيع الرقمي.

## الفنانون الذين تعاملوا معها
- ماري سليمان
- علاء زلزلي
- كاتيا فرح
- عبد المجيد عبد الله
- صابر الرباعي
- محمد عبده
- رباب
- علي عبد الستار
- حميد الشاعري
- زين العمر
- باسكال مشعلاني
- أمل حجازي
- اليسا
- وائل جسار
- ديانا كرزون
- أيمن الأعتر
- ميريام فارس
- ملحم زين
- سعيد مراد
- نينا وريدا بطرس
- مايز البياع